# Falsomesosella densepunctata
Falsomesosella densepunctata är en skalbaggsart som beskrevs av Stefan von Breuning 1968. Falsomesosella densepunctata ingår i släktet Falsomesosella och familjen långhorningar.
Artens utbredningsområde är Laos. Inga underarter finns listade i Catalogue of Life.